# Comté d'Oxford (Ontario)
Pour les articles homonymes, voir Comté d'Oxford.
Le comté d'Oxford est une municipalité régionale ontarienne de palier (Canada). Au recensement de 2021, on y a dénombré une population de 121 781 habitants.

## Situation
Le comté d'Oxford est situé dans le sud-ouest de l'Ontario. Le centre administratif est situé dans la ville de Woodstock.
Il comprend les municipalités suivantes :

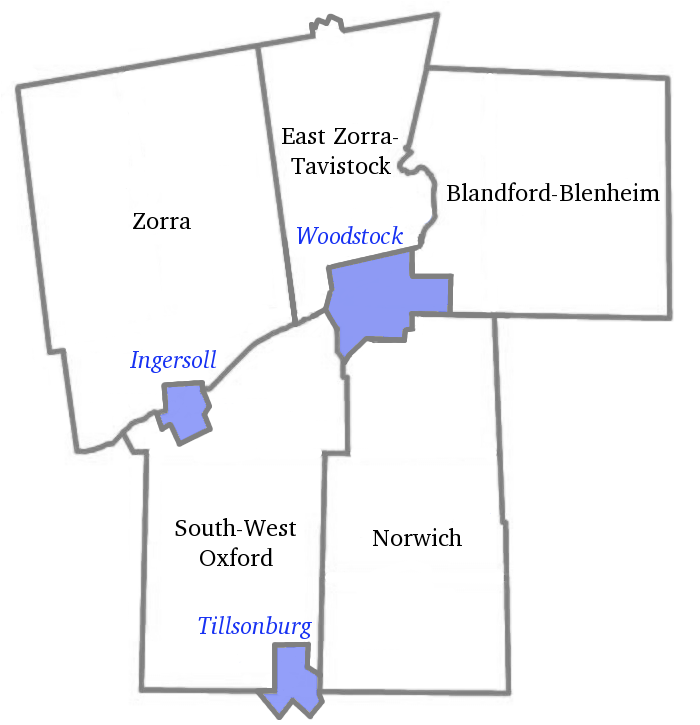
Limites municipales du Comté d'Oxford telles qu'établies en 1975

| Municipalité                   | Population (2021) | Superficie (km²) | Densité de population |
| ------------------------------ | ----------------- | ---------------- | --------------------- |
| Ville de Woodstock             | 20 519            | 56.46            | 827.2                 |
| Municipalité de Tillsonburg    | 18 615            | 22.2             | 838.6                 |
| Municipalité de Ingersoll      | 13 693            | 12.73            | 1 075.3               |
| Canton de Norwich              | 11 151            | 424.01           | 26.3                  |
| Canton de Zorra                | 8 628             | 529.19           | 16.3                  |
| Canton de East Zorra-Tavistock | 7 841             | 241.96           | 32.4                  |
| Canton de South-West Oxford    | 7 583             | 369.61           | 20.5                  |
| Canton de Blandford-Blenheim   | 7 565             | 382.03           | 19.8                  |

## Chronologie municipale
Le comté d'Oxford a commencé à agir comme municipalité régionale en 2001, bien que conservant le nom de comté. Elle est considérée comme une municipalité de palier supérieur.

## Histoire
La zone géographique connue aujourd'hui sous le nom de Comté d'Oxford fut occupée par des villages de maisons longues neutres pendant plusieurs siècles. À la suite de guerres contre les Iroquois et d'épidémies apparues à la suite des contacts avec les missionnaires et les colons européens, la zone fut abandonnée à des premières nations nomades dans les années 1650. Le territoire fut acquis par la Couronne britannique à la suite de trois traités. Le premier connu sous le nom d'Achats entre les lacs fut négocié à partir de 1784 et signé en 1792 avec les chefs de la première nation Mississaugas. Le deuxième, connu sous le nom de traité du canton de London, fut signé en 1796 par les chefs de la première nation Ojibwés. Enfin, le troisième, connu sous le nom de Parcelle Huron, fut signé en 1827 par les chefs Ojibwés.

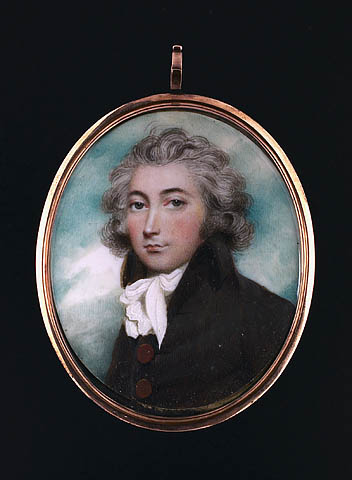
William Claus (1765-1827)

Le Comté d'Oxford a été créé en 1798 par une loi entrée en vigueur en 1800. À sa création, le comté était constitué des cantons de Blenheim, Burford, Oxford-on-the-Thames, Blandford, Norwich et Dereham (les territoires situés au plus au nord n'avaient pas encore été acquis par la Couronne britannique). Les trois premiers cantons avait été colonisés dès l'été 1793 sous l'impulsions de Thomas Hornor pour Blenheim, Benajah Mallory pour Burford, et Thomas Ingersoll pour Oxford-on-the-Thames. Chacun d'eux était également capitaine de la milice du canton.
L'objectif de la création du Comté d'Oxford était d'organiser les milices locales et d'améliorer l'ordre social. C'est dans ce but que William Claus est nommé lieutenant du comté en 1802.
Claus continua cependant à résider à Niagara. Sa nomination comme représentant de la Couronne eut pour effet de créer une rivalité entre Mallory et Hornor pour le poste de lieutenant-adjoint dans le Comté. La rivalité entre les deux hommes dura plus d'une décennie alors que Mallory fut élu représentant du Comté à la législature de la province du Haut-Canada en 1804 et réélu en 1808. La guerre anglo-américaine de 1812 mit fin à la querelle. Claus fut réaffecté à la tête de la milice de Lincoln, Henry Bostwick le remplaça à la tête de la milice d'Oxford. Mallory perdit l'élection de 1812 et trahit la Couronne pendant la guerre en désertant. Il rallia le camp américain.
Après 25 ans d'existence, la population du Comté d'Oxford approchait les 2 000 habitants. Cependant, de nombreuses problématiques empêchaient son développement. Robert Fleming Gourlay un écrivain écossais dont la femme avait hérité d'environ 1 000 acres dans le Canton de Dereham fit le voyage a Oxford pour inspecter les biens. Il fut surpris de découvrir un canton qu'il considéra comme une contrée sauvage. Afin de récolter des statistiques sur la province du Haut-Canada, il fit circuler un questionnaire à destination des propriétaires de 57 comtés. La dernière question de ce questionnaire était "Qu’est-ce qui, à votre avis, retarde les progrès de votre canton en particulier, ou de la province en général ; et que pourrait-on faire pour y remédier ?". Gourlay prit ensuite position pour l'immigration des citoyens américains, interdite à l'époque, ce qui lui valut d'être poursuivi et emprisonné.
Gourlay était une des nombreuses voix qui s'élevaient contre la lente évolution du Comté d'Oxford dans les années 1820 et 1830. Les colons américains commençaient à revenir dans le comté comme par exemple, George Tillson, fondateur de Tillsonburg ou Abraham Beach fondateur de Beachville. En 1821, tous les fils de Thomas Ingersoll était revenus dans la province pour créer le village qui deviendra Ingersoll. Thomas Hornor fut nommé à la tête de la milice d'Oxford en 1820. Il représenta également le comté au cours de 1820 à 1830. Il fit partie des députés qui demandèrent l'annulation de la condamnation de Gourlay et s'opposa aux lois ayant pour objectif de restreindre les droits des colons originaires des États-Unis. En 1821, la Couronne entra en négociation pour l'achat des terres situées au nord de la rivière Thames (Parcelle Huron, 1827). Les deux comtés de Zorra et Nissouri furent ajoutés au Comté d'Oxford.
Un programme du gouvernement encouragea les officiers vétérans de l'armée britannique à s'établir dans la province du Haut-Canada. Le programme fut un succès et beaucoup s'installèrent dans le Comté et plus précisément à Woodstock en en faisant le siège naissant de l'aristocratie locale où le contre-amiral Henry Vansittart s'entoura de vétérans des guerres napoléoniennes.

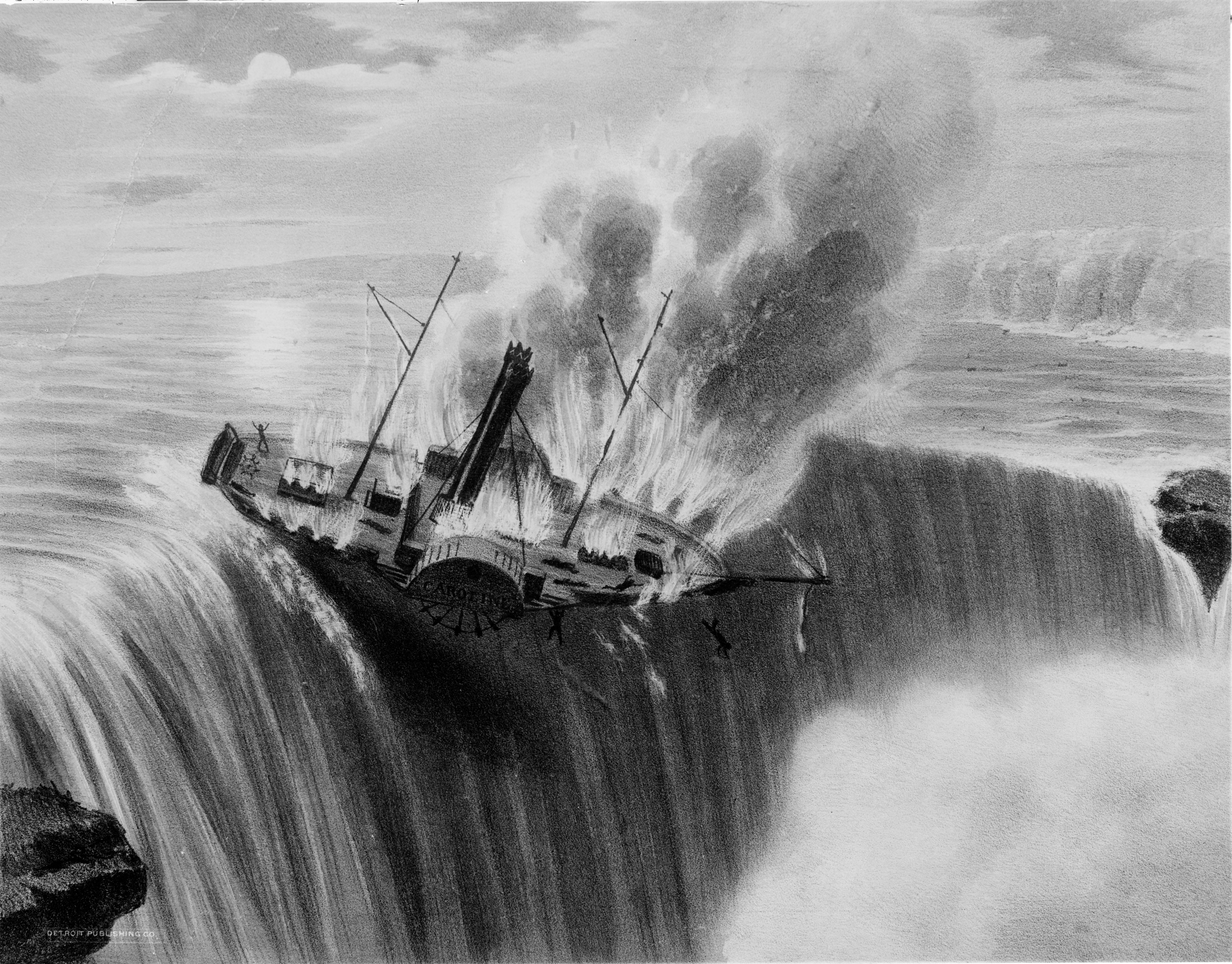
Destruction du Caroline, bateau à vapeur américain, par les Britanniques en décembre 1837

Le ressentiment des anciens colons se transforma en rébellion, provoquant l'élection du Dr Charles Duncombe comme député du Comté d'Oxford. En décembre 1837, le député prit part à une révolte contre le gouvernement britannique. À la suite de sa participation à la révolte, il dut s’exiler avec plusieurs autres rebelles. Un des vétérans de Woodstock et bras droit de Vansitartt, le Capitaine Andrew Drew, créa un incident diplomatique lorsqu'il dirigea une attaque de représailles contre les rebelles et provoqua l'incendie d'un bateau à vapeur propriété des États-Unis, le Caroline,.
La décennie suivante fut agitée sur le plan politique mais permit la mise en place de gouvernements plus démocratiques au niveau local et provincial. Le comté d'Oxford élut à plusieurs reprises des députés réformistes pour le représenter à l'Assemblée Législative du Haut-Canada. Parmi eux on trouve notamment Francis Hincks futur Co-Premier Ministre de la Province du Canada, Oliver Mowat futur Premier ministre de l'Ontario et père de la Confédération et George Brown également futur Co-Premier Ministre de la Province du Canada et père de la confédération. Les décennies de 1840 à 1860 furent prospères ce qui permit au Comté d'Oxford de retrouver le calme.

## Démographie
| 1817  | 1841   | 1851   | 1861   | 1901   | 1951   | 1956   | 1961   | 1966   |
| ----- | ------ | ------ | ------ | ------ | ------ | ------ | ------ | ------ |
| 1 715 | 15 621 | 32 638 | 46 185 | 47 154 | 58 818 | 65 228 | 70 449 | 76 008 |

| 1971   | 1996   | 2001   | 2006    | 2011    | 2016    | 2021    | - | - |
| ------ | ------ | ------ | ------- | ------- | ------- | ------- | - | - |
| 80 336 | 97 142 | 99 270 | 102 756 | 105 719 | 110 862 | 121 781 | - | - |

## Économie
En 2015, le comté s'est engagé à couvrir 100 % de ses besoins énergétiques grâce à des énergies renouvelables d'ici l'année 2050.

## Politique et administration
La Circonscription fédérale d'Oxford qui recoupe géographiquement le Comté d'Oxford est représentée à la Chambre des communes du Canada par Arpan Khanna depuis 2023.

### Conseil municipal
Le comté est administré par le Conseil du Comté d'Oxford. Il est constitué de dix membres. Chacune des huit municipalités locales est dirigée par un maire qui siège au Conseil du Comté. Deux conseillers supplémentaires de la ville de Woodstock siègent également dans ce conseil. Un préfet dirige le conseil. Il est élu par les membres du Conseil pour une durée de 4 ans. Un préfet-adjoint est également élu. Le préfet actuel est Marcus Ryan.
| Période                                  | Période  | Identité              | Étiquette | Qualité |
| ---------------------------------------- | -------- | --------------------- | --------- | ------- |
| 2023                                     | en cours | Marcus Ryan           |           |         |
| 2019                                     | 2022     | Larry Martin          |           |         |
| 2015                                     | 2018     | David M. Mayberry     |           |         |
| 2011                                     | 2014     | Donald E. McKay       |           |         |
| 2007                                     | 2010     | Paul Holbrough        |           |         |
| 2004                                     | 2006     | Donald Woolcott       |           |         |
| 2001                                     | 2003     | David Oliphant        |           |         |
| 1998                                     | 2000     | Mark Harrison         |           |         |
| 1995                                     | 1997     | Edward Down           |           |         |
| 1992                                     | 1994     |                       |           |         |
| 1989                                     | 1991     | Ernie Hardeman        |           |         |
| 1986                                     | 1988     | Helen Smith           |           |         |
| 1983                                     | 1985     | Charles M. Tatham     |           |         |
| 1981                                     | 1982     | Ross Livingston       |           |         |
| 1979                                     | 1980     | Kenneth Webster       |           |         |
| 1977                                     | 1978     | Kenneth Peers         |           |         |
| 1974                                     | 1974     | Perry C. Sibbick      |           |         |
| 1973                                     | 1973     | W. Leslie Dickson     |           |         |
| 1972                                     | 1972     | Clair G. Minler       |           |         |
| 1971                                     | 1971     | William Ducklow       |           |         |
| 1970                                     | 1970     | Stanley R. Gehring    |           |         |
| 1969                                     | 1969     | Gordon Aspden         |           |         |
| 1968                                     | 1968     | Glen Kitchen          |           |         |
| 1967                                     | 1967     | Vernon Cuthbert       |           |         |
| 1966                                     | 1966     | Hugh Munro            |           |         |
| 1965                                     | 1965     | Harry R. Armstrong    |           |         |
| 1964                                     | 1964     | William M. Sutherland |           |         |
| 1963                                     | 1963     | Peter McDonald        |           |         |
| 1962                                     | 1962     | Clare H. Esseltine    |           |         |
| 1961                                     | 1961     | Ernest F. Garner      |           |         |
| 1960                                     | 1960     | Donald Hossack        |           |         |
| 1959                                     | 1959     | Ed Pearce             |           |         |
| 1958                                     | 1958     | J. Grant Smith        |           |         |
| 1957                                     | 1957     | Cecil M. Riddle       |           |         |
| 1956                                     | 1956     | Reginald R. Day       |           |         |
| 1955                                     | 1955     | William A. Chesney    |           |         |
| 1954                                     | 1954     | James Hossack         |           |         |
| 1953                                     | 1953     | Thomas Pellow         |           |         |
| 1952                                     | 1952     | Harley R. McBeth      |           |         |
| 1951                                     | 1951     | Grant Sutherland      |           |         |
| 1950                                     | 1950     | Robert Rudy           |           |         |
| 1949                                     | 1949     | George Fewster        |           |         |
| 1948                                     | 1948     | Ross T. Gordon        |           |         |
| 1947                                     | 1947     | M. Bettridge          |           |         |
| 1946                                     | 1946     | J. Winston Nichols    |           |         |
| 1945                                     | 1945     | A.D. McCorquodale     |           |         |
| 1944                                     | 1944     | J.C. Eichenberg       |           |         |
| 1943                                     | 1943     | Kenneth Wardell       |           |         |
| Les données manquantes sont à compléter. |          |                       |           |         |